# Nonieskala

Närbild på ett skjutmått med huvudskala (överst) och nonieskala därunder. Nonieskalan är här indelad i 50 stycken intervall på 49 millimeter (intervallen är således 0,98 mm långa) och ger därmed en avläsningsnoggrannhet på 0,02 mm. Nonieskalans nollpunkt ger att måttet ligger mellan 3 och 4 mm, medan decimalerna bestäms till 0,58, eftersom detta streck på nonieskalan bäst sammanfaller med ett millimeterstreck på huvudskalan och således är ett bra närmevärde på avståndet mellan skjutmåttets käftar:
3 mm + 0,58 mm = 3,58 mm.

En nonieskala är en skala som är fast relativt avläsningspunkten mot huvudskalan på vissa instrument och mätverktyg, till exempel skjutmått, och är ett avläsningshjälpmedel som förhöjer mätnoggrannheten.

## Matematisk bakgrund
Om en sträcka med längden N på instrumentets huvudskala har n indelningar, så är nonieskalan indelad i n delar på en sträcka med längden M (sådan att M<N). Man kan därigenom göra en avläsning med noggrannheten (N-M)/n av huvudskalans skalstrecksindelning. Vanligtvis väljer man N och M sådana att M=N-1.
Om man vill ha längre avstånd mellan markeringarna på nonieskalan, kan detta enkelt åstadkommas genom att man ökar avståndet mellan skalstrecken med N/n (det vill säga från M/n till (M+N)/n) - som på skjutmåttet i bild 2 - nonieskalan blir då å andra sidan drygt dubbelt så lång (M+N i stället för M: 39 mm i stället för 19 mm i bild 2).
Exempel:
Vi har en huvudskala indelad i tio millimeter per centimeter och en nonieskala indelad i tio 0,9 millimeter långa intervall per 9 millimeter. Om måttet är exakt, exempelvis, 2,0 mm så kommer nonieskalans nollstreck (som sammanfaller med avläsningspunkten på huvudskalan) att sammanfalla med huvudskalans tvåmillimetersstreck. Är måttet 2,1 mm kommer strecket markerat med värdet ett på nonieskalan att sammanfalla med tremillimetersstrecket på huvudskalan (ty 2,1 + 0,9 = 3), är måttet 2,2 mm kommer strecket markerat med värdet två på nonieskalan att sammanfalla med fyramillimetersstrecket på huvudskalan (ty 2,2 + 2 ⋅ 0,9 = 4), etcetera. Värdet på det av nonieskalans skalstreck som sammanfaller med ett skalstreck på huvudskalan ger oss alltså i detta exempel en decimal till (i bästa fall - man kan ju hamna "mittemellan", om avståndet är 2,15 mm exempelvis).
Om vi i stället delar en 19 mm lång nonieskala i 20 lika delar får vi en noggrannhet på 1/20=0,05 millimeter (avståndet mellan skalstrecken är ju 0,95 mm) och om vi delar en 49 mm lång sträcka i 50 delar får vi en noggrannhet på 1/50=0,02 mm (med 0,98 mm mellan strecken).

Bild 2. Hur man använder ett skjutmått med nonieskala. Nonieskalan har streckmarkeringar för varje tjugondels millimeter (0, ½, 1, 1½ och så vidare avser tiondels millimeter).

## Avläsning
För att använda nonieskalan vid till exempel mätning av storleken på en mutter, se bild 2, läser man först av huvudskalan (på bilden 24 millimeter); sedan ser man efter vilket av nonieskalans streck som ligger mitt emot ett streck på huvudskalan (vilket som helst) och i detta fallet ligger nonieskalans 7:e streck mitt emot 52-millimetersstrecket på den andra skalan. Alltså är mutterns nyckelvidd 24 millimeter + 0,7 millimeter = 24,7 millimeter.
Med precisionsgravyr och förstorande optik kan noggrannheten förbättras.

## Historia
Nonieskalan har fått sitt namn efter den portugisiske matematikern Pedro Nunes (på latin Petrus Nonius) som beskrev en liknande konstruktion i De crepusculis liber unus 1542, men den egentliga utformningen konstruerades snarare av Pierre Vernier 1631 (La construction, l'usage, et les propriétés du quadrant nouveau de mathématique) och bygger på ett förslag av Christopher Clavius (publicerat i Geometria practica 1604 och Opera mathematica 1612) De ursprungliga användningsområdena var för att kunna göra noggrannare mätningar av astronomiska vinklar med exempelvis en kvadrant.

Animation som visar hur nonieskalans skalstreck sammanfaller med huvudskalans allteftersom mätvärdet ökar med en tiondels millimeter i taget.
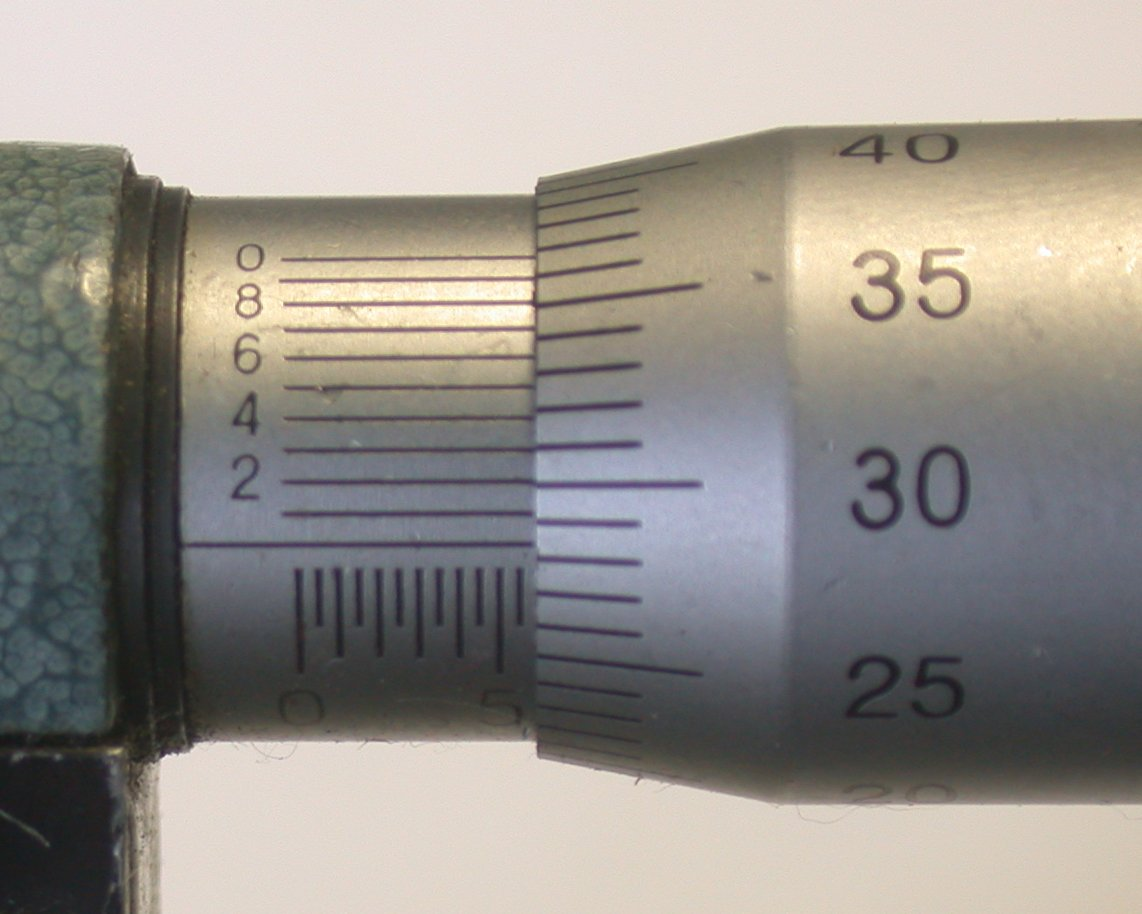
Nonieskala på en mikrometerskruv. Varje varvs vridning av den högra delen av verktyget (i förhållande till den vänstra "fasta" delen) ger en förskjutning på en halv millimeter i "sidled" (gängans stigning är således 0,500 mm = 500 μm) vilket avläses mot skalan underst till vänster (och säger att måttet ligger mellan 5,5 och 6 mm). Hur stor del av varvet skruven vridits avläses på skalan till höger mot nonieskalans "undre" nollstreck, vilket ger en avläsning på 1/100 mm och säger att måttet är strax över 5,5 + 0,28 = 5,78 mm. Med hjälp av nonieskalan kan denna avläsning förbättras till 1/1000 mm, det vill säga en mikrometer, till 5,783 mm.
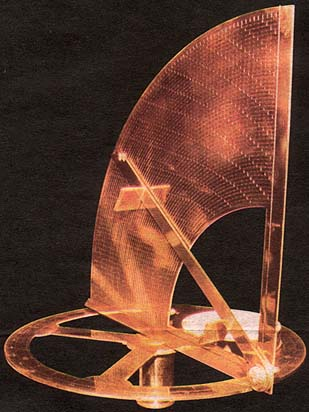
En nonius i enlighet med Pedro Nunes är en kvadrant med flera skalor mot vilka alhidadens lutning mot horisontalplanet kan avläsas. Den innersta skalan på den stora kopparskivan är indelad i 90 likstora vinklar (motsvarande kvadrantens 90°) vars antal successivt ökas till den yttre kvartscirkelns 180 vinklar (vardera motsvarande en halv grad).
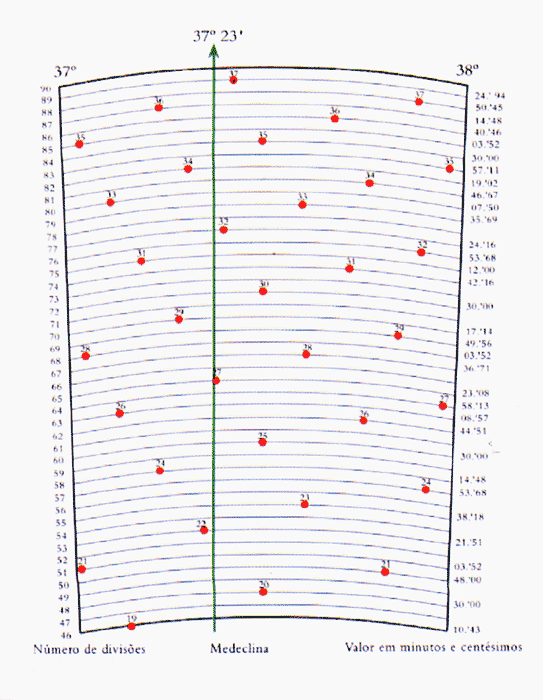
Detalj av skalorna på en nonius mellan 37° och 38° där de mellanliggande bågminuterna är markerade med röda punkter.